# Acanthoscurria urens
Acanthoscurria urens är en spindelart som beskrevs av Jehan Vellard 1924. Acanthoscurria urens ingår i släktet Acanthoscurria och familjen fågelspindlar. Inga underarter finns listade i Catalogue of Life.